# Greatest Misses
Greatest Misses è un album di raccolta del gruppo musicale statunitense Public Enemy, pubblicato nel 1992.

## Tracce
1. Tie Goes to the Runner
2. Hit Da Road Jack
3. Gett Off My Back
4. Gotta Do What I Gotta Do
5. Air Hoodlum
6. Hazy Shade of Criminal
7. Megablast (The Madd Skillz Bass Pipe Gett Off Remixx)
8. Louder Than a Bomb (JMJ Telephone Tap Groove)
9. You're Gonna Get Yours (Reanimated TX Getaway version)
10. How to Kill a Radio Consultant (The DJ Chuck Chillout Mega Murder Boom)
11. Who Stole the Soul? (Sir Jinx Stolen Souled Out Reparation Mixx)
12. Party for Your Right to Fight (Blak Wax Metromixx)
13. Shut 'Em Down (Live in the UK)